# Нововысоченский
Нововысоченский — поселок в Кущёвском районе Краснодарского края.
Входит в состав Среднечубуркского сельского поселения.

## География
Расположен в северной части Приазово-Кубанской равнины.

### Улицы
- ул. Краснодарская,
- ул. Кубанская,
- ул. Центральная.

## Население
| 2002 | 2010 |
| ---- | ---- |
| 329  | ↘287 |